# Model Drudego

W modelu Drudego poruszające się elektrony (niebieskie) zderzają się z jonami sieci krystalicznej (czerwone)

Model Drudego (również model elektronów swobodnych, model gazu elektronów swobodnych) – model przewodnictwa elektrycznego ciał stałych (głównie metali) zaproponowany przez Paula Drudego w 1900 roku.
Model stosuje do elektronów klasyczną kinetyczną teorię gazów, zakładając, że bezładny ruch elektronów swobodnych w metalu odbywa się podobnie jak ruch cząsteczek w gazie i że są one rozpraszane na skutek zderzeń z nieruchomymi jonami sieci krystalicznej.
Półklasyczny model Drudego-Sommerfelda stosuje klasyczne równania ruchu, ale rozkład prędkości elektronów opisuje za pomocą kwantowego rozkładu Fermiego-Diraca.
Niekiedy modelem elektronów swobodnych bywa krótko nazywany model elektronów prawie swobodnych.

## Model
Elektrony poruszają się w polu elektrycznym {\displaystyle {\vec {E}}.} Jednocześnie wykonują chaotyczne ruchy termiczne, zderzając się z jonami sieci krystalicznej, a ich prędkość ruchu termicznego jest tak duża, że pomiędzy zderzeniami zachodzącymi średnio co czas {\displaystyle \tau } uzyskują jedynie niewielki pęd {\displaystyle d{\vec {p}}.} Średni przyrost pędu elektronu na skutek działania pola elektrycznego wyniesie wtedy:
{\displaystyle d\langle {\vec {p}}\rangle =q{\vec {E}}\tau .}
Model zakłada, że wszystkie kierunki rozproszenia elektronu w wyniku zderzenia z jonami sieci są jednakowo prawdopodobne, zatem można zaniedbać średni pęd elektronu bezpośrednio po zderzeniu, co prowadzi do wyrażenia na średni pęd uzyskany przez elektron:
{\displaystyle \langle {\vec {p}}\rangle =q{\vec {E}}\tau .}
Ponieważ średni pęd jest równy
{\displaystyle \langle {\vec {p}}\rangle =m\langle {\vec {v}}\rangle }
(średnia prędkość {\displaystyle \langle {\vec {v}}\rangle } jest też nazywana prędkością unoszenia), gęstość prądu elektrycznego można zapisać jako:
{\displaystyle {\vec {J}}=nq\langle {\vec {v}}\rangle ,}
gdzie
{\displaystyle n} jest koncentracją elektronów,
wówczas:
{\displaystyle {\vec {J}}=\left({\frac {nq^{2}\tau }{m}}\right){\vec {E}}.}
Równanie to wyjaśnia ilościowo liniową zależność pomiędzy gęstością prądu i polem elektrycznym (prawo Ohma) – co było sukcesem modelu Drudego. Wielkość
{\displaystyle \mu ={\frac {q\tau }{m}}}
nazywa się ruchliwością elektronów, a ostatnie równanie na gęstość prądu można zapisać jako:
{\displaystyle {\vec {J}}=qn\mu {\vec {E}}.}

## Rozszerzenia modelu
W 1905 roku Hendrik Lorentz opracował dokładniejszy model, w którym zrezygnował z uproszczenia zakładającego stałą prędkość termiczną elektronów i przyjął, że jej rozkład jest opisany przez rozkład Maxwella-Boltzmanna. Rezultaty tego modelu nie różniły się znacząco od podstawowego modelu Drudego.
Rozwój fizyki kwantowej i odkrycie zasady Pauliego skłoniły Arnolda Sommerfelda do zastosowania rozkładu Fermiego-Diraca zamiast rozkładu Maxwella-Boltzmanna. Jego model nosi nazwę modelu Drudego-Sommerfelda i jest często określany jako półklasyczny. W procesach transportu biorą udział elektrony znajdujące się w pobliżu poziomu Fermiego. Takie podejście jest możliwe jedynie wtedy, gdy żądana dokładność określenia położenia i pędu nie narusza zasady nieoznaczoności.

## Rezultaty i zastosowania
Prosty klasyczny model Drudego wyjaśnia przewodnictwo metali (choć nie daje informacji o zależności przewodnictwa od temperatury), klasyczny efekt Halla, elektronowe przewodnictwo cieplne i prawo Wiedemanna-Franza. Zawodzi jednak w innych przypadkach – na przykład przy obliczeniach wielkości elektronowej składowej ciepła właściwego. W wielu przypadkach daje też wielkości parametrów liczbowych wyraźnie niezgodne z doświadczeniem.
Model Drudego-Sommerfelda prawidłowo określił elektronową składową ciepła właściwego, ale nie rozwiązał wielu innych problemów. Podstawową wadą modelu jest zaniedbanie wpływu jonów sieci na ruch elektronów między zderzeniami. Został on uwzględniony w modelu elektronów prawie swobodnych, zbudowanym w oparciu o formalizmy mechaniki kwantowej.
Model może być zastosowany również do opisu dziur, choć nie przewiduje ich istnienia.